# Ocypode quadrata
Ocypode quadrata, popularmente conhecido como papa-defunto, maria-farinha, caranguejo-fantasma, espia-maré, vaza-maré, aguarauçá, guaruçá, grauça e guriçá, é uma espécie de caranguejo da família dos ocipodídeos. Possui carapaça quadrada e coloração branco-amarelada (o que facilita sua camuflagem com o ambiente), sendo encontrado em praias arenosas desde Nova Jérsei, nos Estados Unidos, até o sul do Brasil. Na Região Nordeste do Brasil, recebe a denominação popular local de "maria-farinha", e inclusive no estado de Pernambuco existe uma praia com tal denominação.
Pode ser encontrado em praticamente todo o litoral brasileiro.

## Ecologia
O. quadrata vive em tocas que constroem nas praias, já tendo sido observadas tocas construídas a cerca de 400 metros da praia. Suas tocas podem ter até 1,3 metros de profundidade e podem ser fechadas por areia durante períodos muito quente.
É considerado um caranguejo semi-terrestre, relacionado com seu comportamento que transita aos ambientes aquáticos e terrestres. Apesar de ser costumeiramente visto em terra, respira por brânquias, necessitando de água para tal comportamento respiratório.
A sua distribuição ao longo faixa de praia e restinga baixa (inclusive das tocas) tem relação com o seu tamanho (influenciando idade e sexo ) dos mesmos.
O. quadrata pode produzir uma variedade de sons, através do estralo de suas garras, e da estridulação de suas patas, além de barulhos típicos de borbulhamentos. Possuem comportamento agressivo quando confrontado com outros animais ou com humanos: geralmente, ergue o corpo e levanta a garra como forma de se proteger de ameaças.
É mais ativo à noite, ou ao amanhecer, do que de dia. Se alimenta de uma variedade de materiais biológicos como restos de peixes e outros animais mortos, insetos, plantas e detritos humanos como restos de alimentos.
Praias com areias fofas são o seu habitat preferido, apresenta uma baixa população durante o inverno. Nos Estados Unidos, são negativamente impactados pelas ações humanas, principalmente pela presença de veículos nas praias que esmagam a areia onde estão escondidos, resultando no seu esmagamento devido à compressão efetuada pelo peso dos veículos.